# Villaperuccio
Villaperuccio (Sa Baronìa in sardo) è un comune italiano di 1 015 abitanti della provincia del Sulcis Iglesiente.
Situato al centro del Basso Sulcis, Villaperuccio è comune indipendente dal 1979. Nel suo territorio si trova l'importante necropoli prenuragica di Montessu.

## Storia

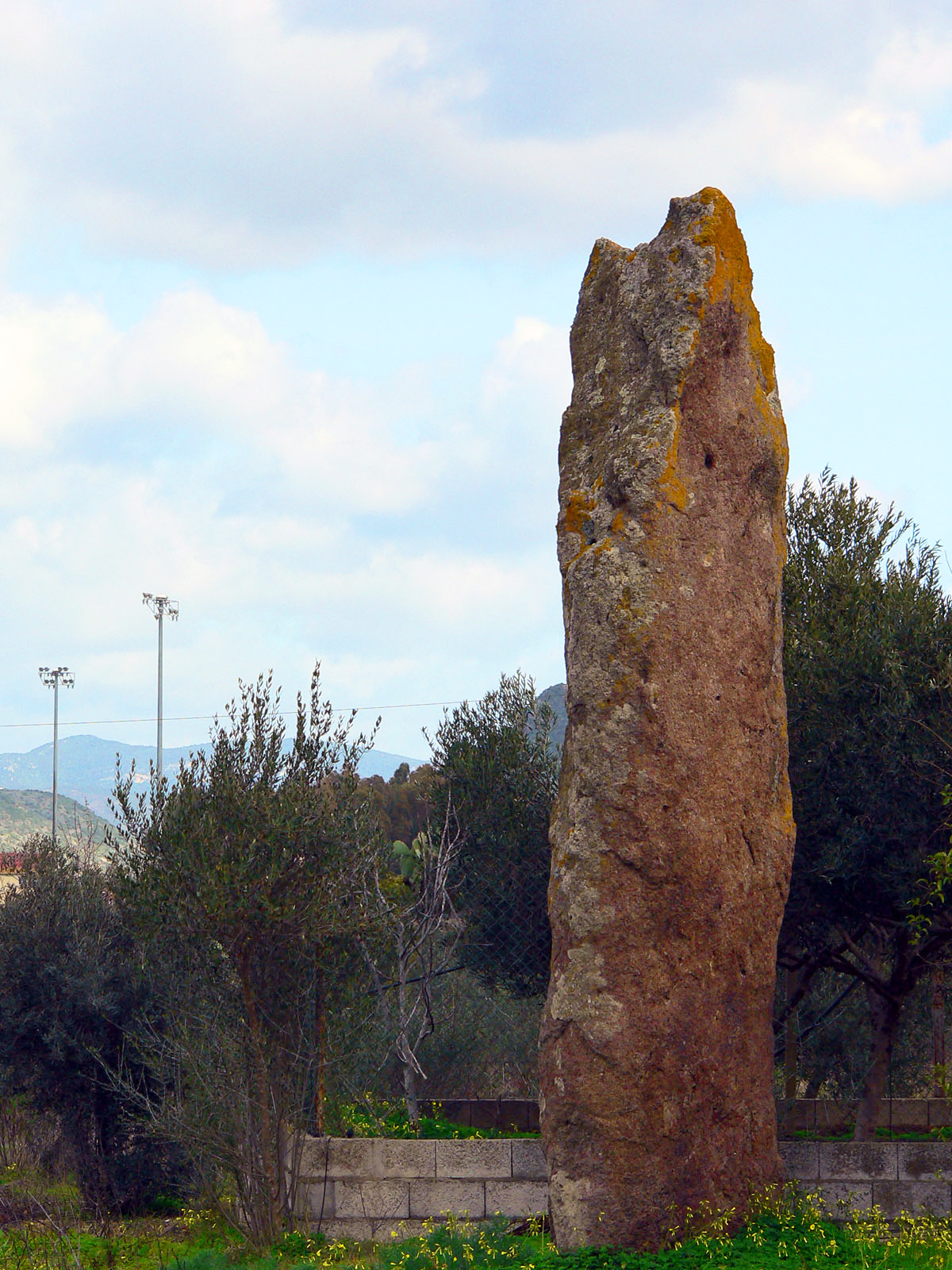
Villaperuccio-Terrazzu. Menhir "Luxia Arrabiosa"

Il territorio del comune di Villaperuccio fu abitato sin dall'antichità. Gli scavi archeologici hanno attestato la presenza dell'uomo sin dal periodo neolitico. Ancora oggi si possono trovare nella campagna che circonda il centro abitato punte di frecce in ossidiana e particolari pietre forate, utilizzate probabilmente per la caccia. 
Di notevole importanza sono le necropoli prenuragiche di Montessu e di Marchianna, e i numerosi menhir disseminati nell'agro di Villaperuccio, tra i quali quello imponente di Luxia Arrabiosa, alto quasi sei metri e facilmente raggiungibile in località Terrazzu, nella periferia sud-ovest del paese, quello di Monte Narcao, e quelli denominati Is Perdas Croccadas (le pietre coricate) nella località omonima.
Il centro abitato attuale può essere ricondotto al periodo medioevale. Villaperuccio era parte del Giudicato di Cagliari e in particolar modo della curatoria del Sulcis. 
A partire dal 1258 il territorio venne assegnato alla famiglia dei Della Gherardesca, e precisamente al conte Gherardo. 
Con l'arrivo degli aragonesi il paese passò sotto il controllo di Tului. Successivamente la peste del 1348 si abbatté violentemente sugli abitanti del centro sulcitano decimandone la popolazione.
Una sollevazione popolare durante la prima guerra tra Mariano IV d'Arborea e Pietro IV d'Aragona infierì ingenti danni al paese. Con la proclamazione della pace, Villaperuccio riuscì ad inviare i propri rappresentanti al parlamento del 1355.
La seconda guerra tra Mariano IV e Pietro IV portò all'occupazione militare da parte delle truppe giudicali.
Agli inizi del XV secolo il centro abitato si era ridotto notevolmente e i campi, un tempo impiegati per l'agricoltura e per la pastorizia si stavano trasformando in una landa boscosa.
Il feudo venne quindi ceduto agli Otger (che riunirono sotto la loro giurisdizione anche i salti di Magai, Perdalonga e Perdeddu) che lo amministrarono nei secoli successivi. Il paese si riprese completamente solo alcuni secoli dopo ed in particolar modo a partire dal XVIII secolo, quando numerose famiglie di agricoltori vi si insediarono facendo ripartire l'economia.
All'estinzione della famiglia degli Otger il territorio di Villaperuccio non fu più infeudato e nel 1821 fu incluso nella provincia di Iglesias e successivamente unito al comune di Santadi; dal 1848 fece parte della divisione amministrativa di Cagliari e dal 1859 della medesima provincia. Nel 1979 grazie ad un referendum locale Villaperuccio divenne nuovamente comune autonomo, perdendo parte del territorio che sino al 1821 faceva parte del suo feudo.

### Simboli
Lo stemma e il gonfalone del comune di Villaperuccio sono stati concessi con decreto del presidente della Repubblica del 28 gennaio 2004.
Il gonfalone municipale è costituito da un drappo di giallo.

## Monumenti e luoghi d'interesse

### Architetture religiose
- Chiesa della Madonna delle Grazie in località Is Grazias  (XVI secolo)
- Chiesa della Madonna del Rosario (1913)

### Siti archeologici
- Necropoli di Montessu
- Necropoli di Marchianna

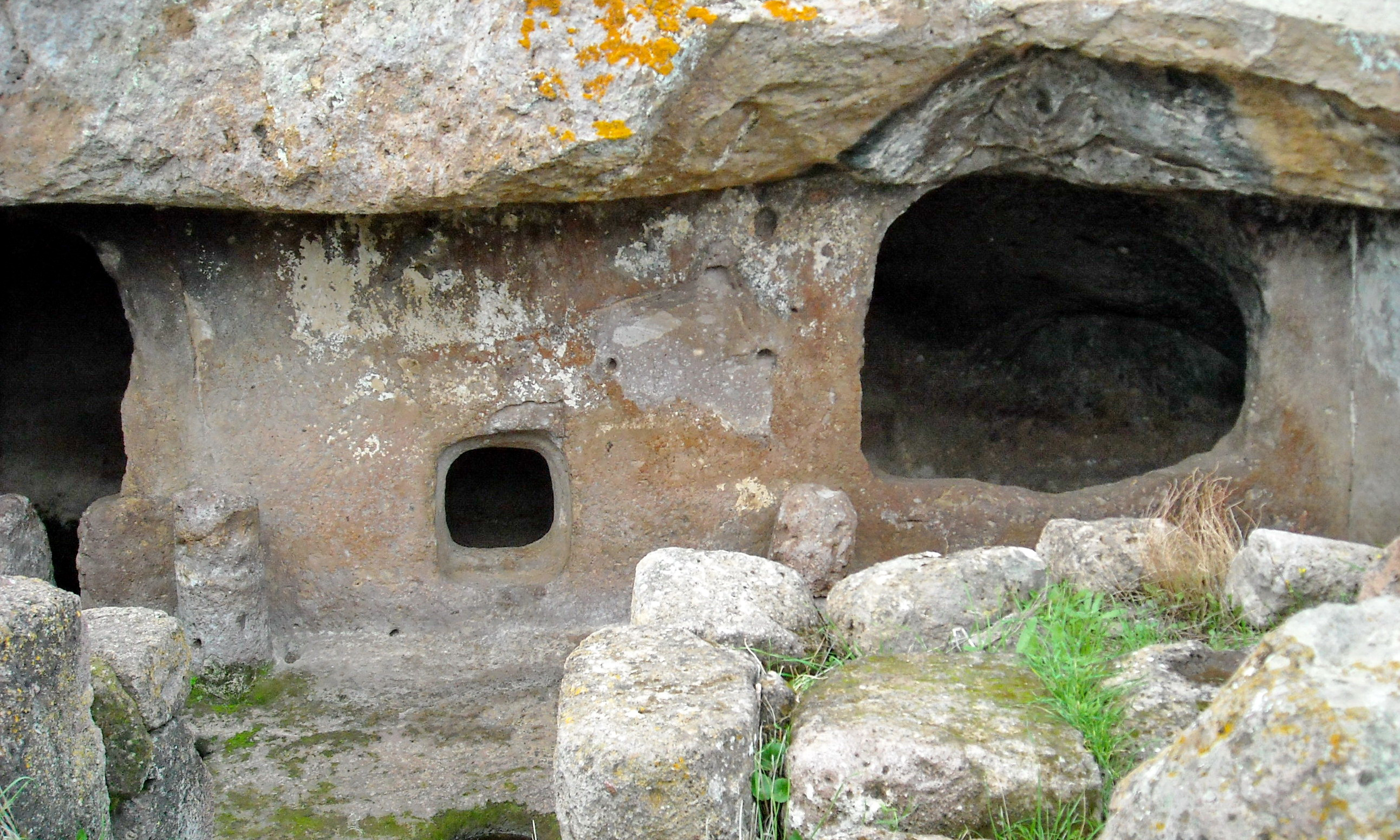
Necropoli di Montessu

- Menhir di Luxia Arrabiosa in località Terratzu
- I menhir chiamati Is Perdas Croccadas
- I circa 40 nuraghi

### Luoghi di interesse naturalistico
- Lago e diga di Monte Pranu

## Società

### Evoluzione demografica
Abitanti censiti

### Lingue e dialetti
La variante del sardo parlata a Villaperuccio è il campidanese sulcitano.